# 大阿罗约
大阿罗约是巴西南大河州的一个市镇。总面积2518.48平方公里，总人口18358人，人口密度7.3人/平方公里。